# Harou Kouka
Harou Kouka (né en 1922 à Zinder et mort le 10 août 2008 à Niamey) est un médecin et homme politique nigérien.

## Parcours scolaire
Harou Kouka appartient à l'ethnie haoussa. Il a fréquenté des écoles à Gouré, dans la vieille ville de Zinder, sa ville natale, et à Niamey. De 1940 à 1943, il étudie à l'École normale William-Ponty. Il a ensuite été admis à l'École de médecine de l'AOF à Dakar. Il y a obtenu son diplôme de médecine africaine en 1947. Après son service militaire, Harou Kouka a travaillé comme médecin au Niger de 1948 à 1958. Il a travaillé à Mirriah, Bilma, Magaria, Zinder, Filingué et Tanout.

## Carrière politique
En 1956, à Tanout, Kouka a soutenu la campagne électorale de Hamani Diori du parti progressiste nigérien. Lorsque Hamani Diori composa son gouvernement en tant que premier ministre en 1958, Harou Kouka fait partie de l'équipe ministérielle. Il est ministre du travail à partir du 10 décembre 1958, ministre du travail et des Affaires sociales à partir du 18 octobre 1959, ministre du Travail et de la Santé à partir du 31 décembre 1960 et ministre de l'enseignement à partir du 25 juin 1963, succédant à Mamoudou Maïdah. Ses réformes marquèrent durablement le système scolaire nigérien. Lorsque les émeutes étudiantes de mai 1968 à Paris se sont étendues au Niger, l'attitude de Kouka a été critiquée comme étant trop répressive. Le 17 août 1972, il change donc à nouveau de portefeuille et devint ministre des Travaux publics, des Transports et de la Construction.
Le 15 avril 1974, Seyni Kountché a fait un coup d'État contre Hamani Diori. Harou Kouka est arrêté comme la plupart des ministres. Il est enfermé dans un camp militaire à Agadez jusqu'en 1974, puis dans un camp militaire à Zinder avec Hamani Diori. Le 15 avril 1978, il a d'abord est libéré, mais n'a plus été autorisé à exercer son ancienne profession de médecin. En 1980, il est assigné à résidence à Birni Kazoé, le village natal de son père, et n'a été définitivement libéré qu'après la mort de Seyni Kountché en 1987.
A un âge avancé, Harou Kouka n'a exercé que deux fois des fonctions politiques importantes. De décembre 1990 à janvier 1992, il a été chef provisoire du bureau politique du parti progressiste nigérien. En 1996, il fait partie du Conseil des sages après le coup d'État d'Ibrahim Baré Maïnassara.

## Distinctions
- Officier de la Légion d'honneur.[réf. nécessaire]
- Officier de l'ordre des Palmes académiques.[réf. nécessaire]